# Верво
Верво (итал. Vervò) — упраздённая коммуна в Италии, расположена в автономной области Трентино-Альто-Адидже, подчиняется административному центру Тренто. Ныне является фракцией коммуны Предайя.
Население коммуны, на 31.12.2014 года, составляло 733 человека, плотность населения — 48,20 чел./км². Коммуна занимала площадь 15,21 км². 
Почтовый индекс — 38010. Телефонный код — 0463.
Покровителем коммуны почитается святитель Мартин Турский, день его памяти ежегодно отмечается 11 ноября.

## История
Муниципалитет Верво был упразднён 1 января 2015 года, с целью создания новой коммуны Предайя. Она была создана путём объединения соседних муниципалитетов Верво, Коредо, Змарано, Тайо и Трес. 

## Демография
Динамика населения:

## Администрация коммуны
- Официальный сайт: https://web.archive.org/web/20100117013524/http://www.comune.vervo.tn.it/